# Euplectrus marginatus
Euplectrus marginatus is een vliesvleugelig insect uit de familie Eulophidae. De wetenschappelijke naam is voor het eerst geldig gepubliceerd in 1885 door Ashmead.